# Naughty Boy
Shahid Khan, mer känd som Naughty Boy, född 13 mars 1985 i Watford, är en brittisk DJ, låtskrivare, skivproducent och musiker. Han släppte sitt debutalbum Hotel Cabana den 23 augusti 2013 som bland annat innehåller singlarna "Wonder" (med Emeli Sandé) och "La La La" (med Sam Smith).